# Budimir Alekseevič Metal'nikov
Budimir Alekseevič Metal'nikov (Mosca, 27 settembre 1925 – Mosca, 1º settembre 2001) è stato uno sceneggiatore e regista sovietico.

## Biografia
Budimir Alekseevič Metal'nikov è nato a Mosca in una famiglia piuttosto istruita: i genitori erano infatti degli ingegneri chimici benché il padre, Alexei Petrovič Metal'nikov, provenisse dall'ambiente contadino. Comunque, quando venne arrestato nel 1937, Alexei lavorava come ingegnere capo presso l'impresa mineraria di Kirovsk Apatit. Poco dopo fu arrestata anche la madre di Budimir, Zinaida Georgievna Metal'nikova. Budimir di 12 anni e sua sorella Marina di 3 anni furono portati al centro d'accoglienza dell'NKVD per i figli dei nemici del popolo, situato nel monastero Danilov. I bambini furono poi separati e inseriti in diversi orfanotrofi, ma Metal'nikov non riuscì mai a ritrovare la sorella nonostante tutti i suoi tentativi. Nel 1939 fu mandato a Kirovohrad a studiare in una delle scuole professionali del luogo per diventare un elettricista. Dopo qualche tempo ricevette una lettera da una sua zia, insieme a un po' di soldi, e così tornò a Mosca dove continuò a studiare.
Nel 1942 venne arruolato nell'Armata Rossa. Dopo aver studiato nella scuola di fanteria e aver prestato servizio nella brigata aviotrasportata, fu mandato a combattere sul fronte della Carelia. Venne gravemente ferito durante una delle battaglie e trascorse molti mesi in ospedale. Nell'ottobre 1944 fu rimandato a casa come disabile di guerra. Al suo ritorno entrò in una scuola serale, ma la lasciò presto per studiare sceneggiatura alla VGIK con Yevgeny Gabrilovich e Ilya Vicefield. Si laureò nel 1954 e iniziò subito a lavorare nel cinema.

## Filmografia parziale

### Regista
- Dom i chozjain (1967)
- Molčanie doktora Ivensa (1973)